# 久次米一輝
久次米 一輝（くじめ かずき、1994年〈平成6年〉8月26日 - ）は、日本の医師、タレント。Amazon Prime Video制作の恋愛リアリティ番組『バチェラー・ジャパン』シーズン6で6代目バチェラーを務めたことで知られる。東京都出身。

## 来歴
- 東京都で生まれ、10代でイギリスへ留学。[1]
- 順天堂大学医学部を卒業後、同附属病院で初期臨床研修を修了。形成外科に入局し、美容外科領域で臨床経験を積む。[2]
- 2025年、父が理事長を務める共立美容外科に入職。[1]

### 『バチェラー・ジャパン』シーズン6
- 2025年5月14日、Prime Video は久次米を6代目バチェラーとして発表した。[3]
- 配信前のトークイベントでは番組への抱負や理想のパートナー像を語った。[4]

## 人物
- 趣味はランニング、バイクツーリング、ドライブ。[1]
- 好きなタイプは「ポジティブで自立心のある人」。[2]
- 兄は実業家の久次米慧人。

## 出演
| 年     | 番組                              | 放送/配信          | 役割               |
| ------ | --------------------------------- | ------------------ | ------------------ |
| 2025年 | 『バチェラー・ジャパン』シーズン6 | Amazon Prime Video | バチェラー（主演） |